# Wugigarra gia
Wugigarra gia là một loài nhện trong họ Pholcidae. Loài này được phát hiện ở Queensland.